# Briosco
Briosco (v dialektu brianzolo Briːusk) je italská obec v oblasti Lombardie v provincii Monza a Brianza, leží 36 km severovýchodně od centra Milána. Sousedními obcemi jsou: Inverigo, Veduggio con Colzano, Renate, Besana in Brianza, Giussano, Carate Brianza, Verano Brianza. 

## Památky
- Kostel sv. Ambrože - světec je patronem městečka
- Radnice - barokní budova

## Brioška
Původ žemle z kynutého těsta a z bílé pšeničné mouky s přídavkem másla a cukru zůstává sporný. Francouzi je pekli od 16. století a označovali za vlastní regionální pečivo. Italové se připojili o málo později a označují ji shodným názvem.  